# Sasha Barrese
Sasha Barrese, właściwie Alexandra Barrese (ur. 24 kwietnia 1981 na wyspie Maui, Hawaje) – amerykańska aktorka i modelka.

## Życiorys
Jest córką aktorki i modelki Catherine Barrese. Karierę rozpoczęła dzięki matce, z którą m.in. miała sesje zdjęciowe. W 1989 roku obie zadebiutowały jako aktorki w filmie Homer i Eddie, następnie Catherine i mała Sasha zagrały odpowiednio młodszą i później starszą Jezebel w filmie z 1990 roku pt. Pocałunek Jezebel. Był to jedyny film w którym Sasha została wymieniona w obsadzie pod swoim prawdziwym nazwiskiem, jako Alexandra Barrese. Dzięki staraniom matki, Sasha uczęszczała do Ojai Priva Te School w Ojai Valley, w Kalifornii oraz na Tabor Academy w Marion, w Massachusetts. W 1999 roku skończyła szkołę średnią. W czasie nauki pracowała jako modelka dla agencji NEXT, Elite i Guess Jeans. Studiowała w Actors Circle Theater. Potem zaczęła grać w produkcjach telewizyjnych, m.in. Ja się zastrzelę, Undressed, Run of the House. Pojawiła się także w filmach Hellraiser V: Wrota piekieł i The Ring. Obecnie mieszka wraz z matką w Beverly Hills.